# Газірай
Газірай (тур. Gaziray) — лінія приміської залізниці, що обслуговує Газіантеп, Туреччина. 
Маючи довжину 25 км, лінія є четвертою системою приміської залізниці в країні після İZBAN, Мармарая та Башкентрая. 
Мережа також є частиною великої модернізації уздовж залізничного коридору Мерсін — Адана — Османіє — Газіантеп. 

## Опис
Газірай є спільним підприємством Турецьких державних залізниць і муніципалітету Газіантеп для розширення існуючої смуги відводу з одноколійного маршруту на триколійний маршрут із розділеним рухом поїздів, а також будівництво нових станцій і реконструкцію існуючих. 
Новий тунель довжиною 4,8 км, розташований на захід від станції Газіантеп ,також є складовим проекту. 
Будівництво розпочалося в березні 2016 року та було завершено до кінця 2018 року 
, 
проте станом на червень 2019 року проект завершено на 85%. 
.
Лінія почала працювати 5 листопада 2022 року.
Подібно до багатьох інших систем залізничного транспорту в Туреччині, назва Газірай є телескопія від «Газі» — Газіантеп і «рай», що є турецьким словом для позначення залізниці.